# Dunlap (Kansas)
Dunlap è un comune degli Stati Uniti d'America, situato nello Stato del Kansas, nella contea di Morris.